# 牧秀彦
牧 秀彦（まき ひでひこ、1969年 - ）は、日本の時代小説作家。東京都生まれ。

## 主な作品
- 抜刀秘伝抄 （学研M文庫、以下同じ）
- 抜刀復讐剣

- 陰流・闇仕置 隠密狩り
- 陰流・闇仕置 悪党狩り
- 陰流・闇仕置 夜叉狩り
- 陰流・闇仕置 悪淫狩り
- 陰流・闇仕置 怨讐狩り
- 陰流・闇始末 悪人斬り
- 陰流・闇始末 流浪斬り
- 陰流・闇始末 宿命斬り

- 大江戸火盗改 荒神仕置帳 音無しの凶銃

- 深川素浪人生業帖 仇討ちて候
- 深川素浪人生業帖 裁いて候
- 深川素浪人生業帖 旅立ちて候

- 隠居与力吟味帖 錆びた十手
- 隠居与力吟味帖 月下の相棒
- 隠居与力吟味帖 男の背中
- 隠居与力吟味帖 遠い雷鳴
- 隠居与力吟味帖 埋火の如く

- 辻風の剣　（光文社文庫、以下同じ）
- 悪滅の剣
- 深雪の剣
- 碧燕の剣
- 哀斬の剣

- 雷迅剣の旋風（かぜ）
- 電光剣の疾風
- 天空剣の蒼風
- 波浪剣の潮風
- 火焔剣の突風

- 若木の青嵐（あらし）
- 宵闇の破嵐
- 朱夏の涼嵐
- 黒冬の炎嵐
- 青春の雄嵐

- 巴の破剣　（ベスト時代文庫、以下同じ）
- 巴の破剣 驟雨を断つ
- 巴の破剣 邪炎に吠える
- 巴の破剣 裏切りに啼く
- 巴の破剣 仕置仕舞

- 塩谷隼人江戸常勤記 還暦
- 塩谷隼人江戸常勤記 老骨
- 塩谷隼人江戸常勤記 晩春
- 塩谷隼人江戸常勤記 老花

- 影侍　（祥伝社文庫、以下同じ）
- 影侍 落花流水の剣

- 五坪道場一手指南 裂帛　（講談社文庫、以下同じ）
- 五坪道場一手指南 凛々
- 五坪道場一手指南 雄飛
- 五坪道場一手指南 清冽
- 五坪道場一手指南 美剣
- 五坪道場一手指南 無我

- 江都の暗闘者 将軍の刺客　（双葉文庫、以下同じ）
- 江都の暗闘者 青鬼の秘計
- 江都の暗闘者 金鯱の牙
- 江都の暗闘者 大奥の若豹
- 江都の暗闘者 尾張暗殺陣
- 江都の暗闘者 甲賀の女豹
- 江都の暗闘者 巣立ちの朝

- 婿殿開眼
- 婿殿激走
- 婿殿修行
- 婿殿勝負
- 婿殿大変
- 婿殿女難
- 婿殿帰郷
- 婿殿懇願
- 婿殿葛藤
- 婿殿満足

- 暗殺奉行 抜刀
- 暗殺奉行 怒刀
- 暗殺奉行 激刀
- 暗殺奉行 牙刀 がとう
- 暗殺奉行 極刀 ごくとう

- 毘沙侍降魔剣1 誇　（二見時代小説文庫、以下同じ）
- 毘沙侍降魔剣2 母
- 毘沙侍降魔剣3 男
- 毘沙侍降魔剣4 将軍の首

- 八丁堀裏十手1 間借り隠居
- 八丁堀裏十手2 お助け人情剣
- 八丁堀裏十手3 剣客の情け
- 八丁堀裏十手4 白頭の虎
- 八丁堀裏十手5 哀しき刺客
- 八丁堀裏十手6 新たな仲間
- 八丁堀裏十手7 魔剣供養
- 八丁堀裏十手8 荒波越えて

- 抜き打つ剣 孤高の剣聖 林崎重信1　※学研M文庫『抜刀復讐剣』を加筆修正の上、再文庫化
- 燃え立つ剣 孤高の剣聖 林崎重信2　※同『抜刀秘伝抄』を再文庫化

- 不殺の剣 神道無念流 練兵館1

- 浜町様捕物帳 大殿と若侍
- 浜町様捕物帳2 生き人形
- 浜町様捕物帳3 子連れ武骨侍

- さむらい残党録　（竹書房時代小説文庫）　※徳間文庫で加筆修正の上、再文庫化

- 甘味屋十兵衛子守り剣　（幻冬舎時代小説文庫、以下同じ）
- 甘味屋十兵衛子守り剣2 殿のどら焼き
- 甘味屋十兵衛子守り剣3 桜夜の金つば
- 甘味屋十兵衛子守り剣4 ご恩返しの千歳飴
- 甘味屋十兵衛子守り剣5 はなむけ草餅

- 深川船番心意気 一 お助け奉公　（朝日文庫、以下同じ）
- 深川船番心意気 二 出女に御用心

- 上様出陣！ 徳川家斉挽回伝　（徳間文庫、以下同じ）
- 上様出陣！ 二
- 上様出陣！ 三

- 塩谷隼人江戸常勤記一 還暦 ※ベスト時代文庫版第1巻に新作短編「硬骨の老漢」「晩夏の抜刀」を収録し、再文庫化
- 塩谷隼人江戸常勤記二 妖刀始末 ※ベスト時代文庫版第2巻『老骨』を改題の上、新作短編「春の若武者」「月見稽古」を収録
- 塩谷隼人江戸常勤記三 剣に偽りなし ※ベスト時代文庫版第3巻『晩春』を改題の上、新作短編「独り寝寂し」「暗闘」を収録
- 塩谷隼人江戸常勤記四 老花 ※ベスト時代文庫版第4巻に新作短編「舌びらめ」「老漢夢現（むげん）」を収録し、再文庫化

- 塩谷隼人江戸活人剣一 晴れの出稽古
- 塩谷隼人江戸活人剣二 棒手振り剣法

- 日比野左内一手指南 助っ人剣客 ※講談社文庫『五坪道場一手指南』から塩谷隼人シリーズと関連するエピソードを選んで全3巻に再構成の上、加筆修正
- 日比野左内一手指南二　謎呼ぶ美剣
- 日比野左内一手指南三　愛されて候

- 中條流不動剣一　紅い剣鬼　※『塩谷隼人江戸常勤記』『〜江戸活人剣』と『日比野左内一手指南』が合体した新シリーズ
- 中條流不動剣二　蒼き乱刃
- 中條流不動剣三　金色の仮面
- 中條流不動剣四　炎の忠義
- 中條流不動剣五　御前試合、暗転
- 中條流不動剣六　老将、再び

- 江戸家老塩谷隼人一　人質は八十万石
- 江戸家老塩谷隼人二　対決、示現流
- 江戸家老塩谷隼人三　恋敵は公方様　※塩谷隼人シリーズ完結

- 松平蒼二郎始末帳一　隠密狩り　※学研M文庫版を改訂しての再文庫化。巻頭に新作短編「異床同夢」を収録
- 松平蒼二郎始末帳二　悪党狩り
- 松平蒼二郎始末帳三　夜叉狩り
- 松平蒼二郎始末帳四　十手狩り
- 松平蒼二郎始末帳五　宿命狩り

- 隼人の剣1　御家騒動の章（徳間書店) 作画　里見桂　※『塩谷隼人江戸常勤記』を漫画化。最終２話は電子書籍版にのみ収録
- 隼人の剣2　夫婦善哉の章
- 隼人の剣3　機密文書の章

- 電子書籍版　隼人の剣1～4（satomi production→佐藤漫画製作所）※原作から原案に表記が変更

- ふらっと銀次事件帳一 天ぷら長屋の快男児（角川文庫、以下同じ）
- ふらっと銀次事件帳二 絆と刺客とあなご天
- ふらっと銀次事件帳三 天かす将軍市中見習い

- 月華の神剣　壬生狼慕情
- 月華の神剣　薩長動乱

- 図説 剣技・剣術　（新紀元社、以下同じ）
- 図説 剣技・剣術二
- 剣技・剣術三 名刀伝
- 名刀伝説
- 古刀再現

- 剣豪その流派と名刀　（光文社新書、以下同じ）
- 剣豪全史
- 名刀その由来と伝説
- 日本刀なるほど物語（NHK出版）
- 古武術・剣術がわかる事典 これで歴史ドラマ・小説が楽しくなる! （技術評論社）
- 戦国の兵法者 剣豪たちの源流とその系譜　（学研新書）

- 幕末機関説 いろはにほへと（光文社文庫、ノベライズ）
- マイリトルシェフ（学習研究社、ノベライズ）

## 別名義
武内 左近（たけうち さこん）のペンネームでの著書に「みんなこわい話5 学校の鏡のなぞ」（偕成社、共著）「新世紀エヴァンゲリオンの謎2 破壊と再生の申し子たち」（ロングセラーズ）ほか。日本児童文学者協会会員。同会の機関誌「日本児童文学」（小峰書店、隔月刊）に時代小説『小さな剣士』を連載中。